# ドルニエ
ドルニエ社（ドルニエ航空機製造；Dornier Flugzeugwerke）は、ドイツの航空機製作会社。クラウディウス・ドルニエによって、1914年にフリードリヒスハーフェンにおいて設立された。その歴史を通じて民間・軍用双方の分野において記録に残る各種の航空機を製作してきている。

## 沿革

### 第二次世界大戦前
ドルニエは、1920年代から1930年代にかけて、特に全金属製の巨大飛行艇（Do J ワール（1924年）や、Do X（1929年）など）の製作によって高名であったが、1930年代にはドルニエ コメットやドルニエ メルクールなどの陸上機でも成功し、ルフトハンザ等、多くのヨーロッパの航空会社で用いられた。
この時期、ドイツの航空界はヴェルサイユ条約によって国内での生産を規制されており、航空機は外国のライセンス生産で作られるものがほとんどであった。ライセンスしたメーカーはイタリアのピアッジョ、CMASA、スペインのCASA、日本の川崎重工業、オランダのアヴィオランダなどである。また、この時期ドルニエは、フリードリヒスハーフェンからボーデン湖を挟んだ対岸にあたるスイスのアルテンライン（ザンクト・ガレン州）にスイス・ドルニエ社を設立し、Do XやDo Y爆撃機などの製作はスイス・ドルニエ社で行っていた。ナチスが政権を握ってヴェルサイユ条約を破棄するにいたり、ようやくドルニエは国内生産を再開することができた。スイス・ドルニエ社はその後ドフルク社となり、スイス空軍向けにモラーヌ・ソルニエMS412のライセンス生産（スイスでの名称はD3801）などを手がけることとなる。

### 第二次世界大戦中
第二次世界大戦の戦前・戦中を通じて最も著名なドルニエの軍用機は「空飛ぶ鉛筆」と渾名（あだな）されたDo 17（およびその発達型であるDo 217、Do 317）である。1934年に初飛行したDo 17は当初はルフトハンザ用の民間機として開発されたが、胴体が細すぎたため（これが渾名の由来）商用としての魅力に乏しく、ルフトハンザから契約を見送られてしまった。そのためドルニエは本機を爆撃機として開発を続行し、1935年に爆撃機型の初飛行を行った。
Do 17はスペイン内戦にフランコ側として参戦したほか、空軍の各種の中型爆撃機のひとつとしてバトル・オブ・ブリテンを含む大戦前期の戦闘に参加した。同機は大戦後期には、イギリス空軍の夜間爆撃に対抗する夜間戦闘機として活躍した。このほか、ドルニエは第二次大戦における最速のレシプロ戦闘機として双発のDo 335を開発したが、実戦配備は間に合わなかった。

### 第二次世界大戦後
第二次世界大戦後、ドイツの航空機生産は再び禁じられてしまったため、ドルニエは1954年に禁が解かれるまでスペインやスイスに拠点を移し、航空コンサルティングサービスなどを提供することで糊口をしのいだ。戦後、ドルニエはDo 27やDo 28という小型のSTOL輸送機の成功で急速に立ち直り、さらに1974年にはフランスのダッソー・ブレゲー社との合弁で練習・攻撃機アルファジェットの開発も行った。
1985年、ドルニエはダイムラー・ベンツグループに統合され、その航空機部門となった。
1996年にはドルニエの大部分はフェアチャイルド社に取得され、フェアチャイルド・ドルニエ社となったが、2002年には経営が破綻してしまった。（フェアチャイルド・ドルニエ社の項を参照）
医療機器部門が独立したドルニエ メドテックは尿路結石を体外から破壊する体外衝撃波結石破砕術（ESWL）を製品化し、現在でも大手メーカーとして存続している。

## ドルニエ製の航空機
1930年代以前:
- Do J ワール
- Do N（八七式重爆撃機（日本））
- Do X
- ドルニエ コメット
- ドルニエ ドルフィン
- ドルニエ Do R
- ドルニエ Do Y
- ドルニエ Y
- ドルニエ P

1930年-1945年
- Do 10
- Do 11
- Do 12
- Do 13
- Do 14
- Do 15
- Do 16
- Do 17
- Do 18
- Do 19
- Do 22
- Do 23
- Do 24
- Do 26
- Do 29
- Do 212
- Do 214
- Do 215
- Do 216
- Do 217
- Do 247
- Do 317
- Do 335

1945年以降
- Do 27
- Do 28
- Do 31
- Do 128
- Do 132
- Do 212
- ドルニエ 228
- ドルニエ 328/Do 328Jet
- フェアチャイルド・ドルニエ 528
- フェアチャイルド・ドルニエ 728
- フェアチャイルド・ドルニエ 928
- ダッソー/ドルニエ アルファジェット